# جويك
جويك هي قرية جميلة  توجد في بلجيكا وتقع في الإقليم الفلامندي وبالضبط في برابانت فلاماند في بلجيكا. 

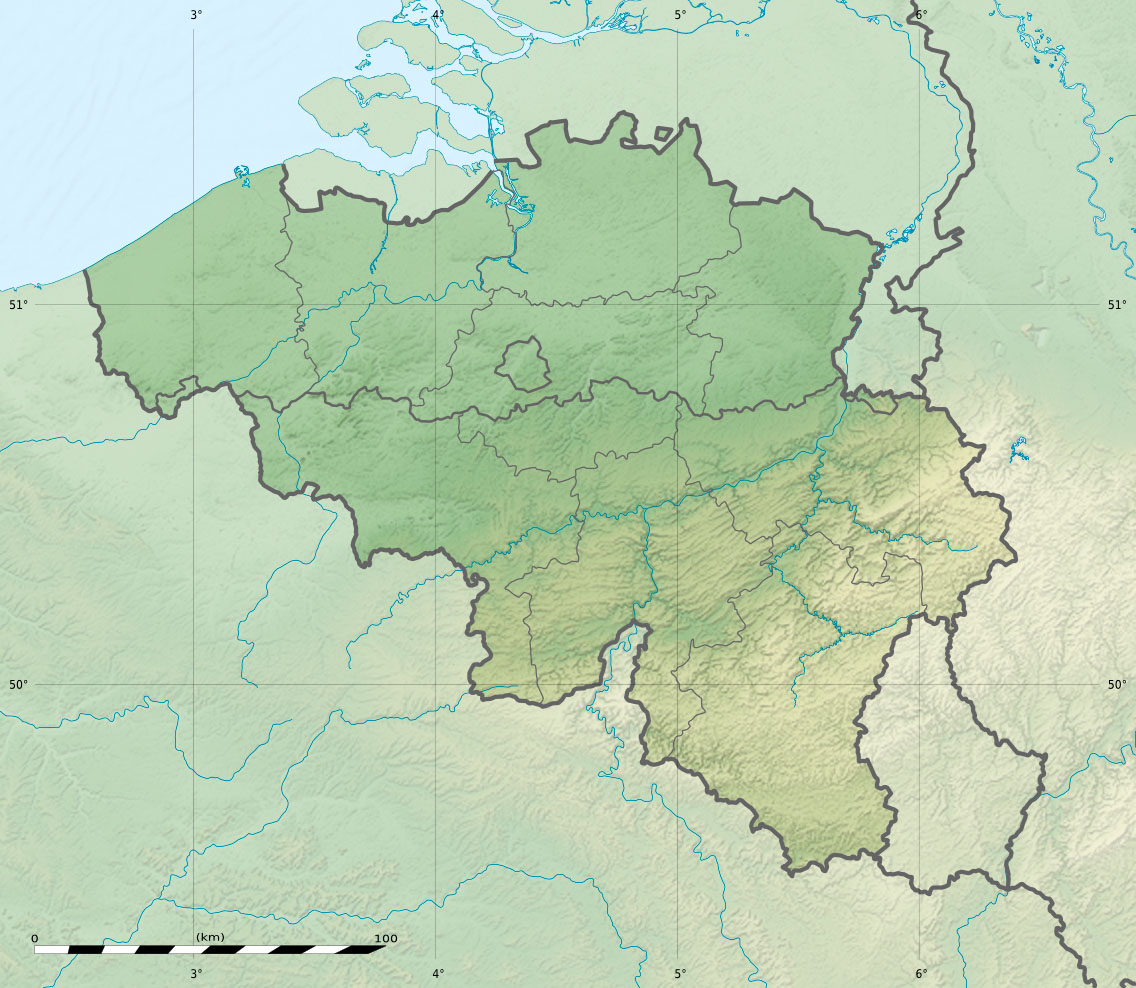
الخريطة الطوبولوجية لبلجيكا